# Calç de Marràqueix

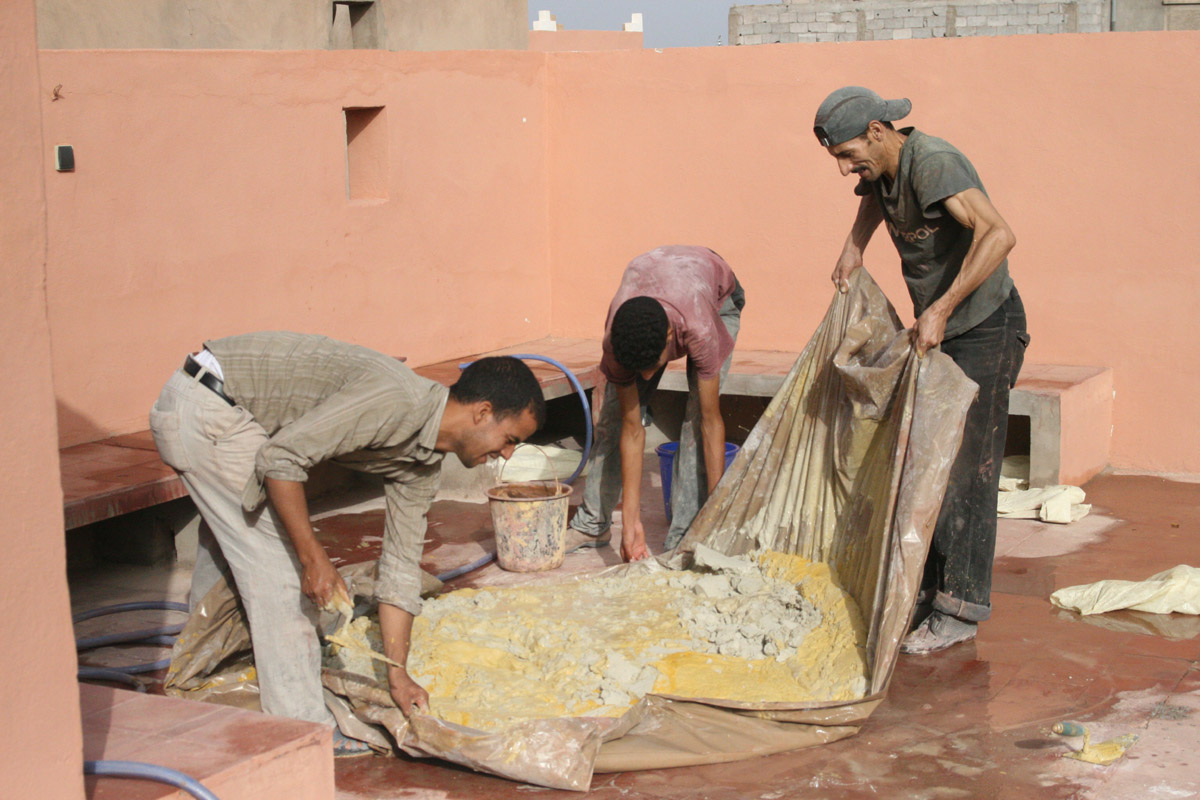
Calç de Marràqueix barrejada amb aigua i pigment groc per fer tadelakt a Riad Dar Rita, Ouarzazate, Marroc.

La calç de Marràqueix, és una varietat de calç artesanal, que es produeix a la regió de Marrakech.
Les pedreres de pedra calcària de Marràqueix, contenen de manera natural: sílice, alúmines, quars i altres minerals. Després del procés final d'addició d'aigua, la calç segueix mantenint moltes partícules crues, que la fan una calç "carregada" d'agregats de manera natural.
Aquesta calç és el material essencial per a la consecució del tadelakt tradicional.